# 奥卢夫·奥尔松
奥卢夫·奥尔松（丹麥語：Oluf Olsson，1873年5月30日—1947年6月25日），丹麦男子竞技体操运动员。他曾代表丹麦获得1912年夏季奥运会体操比赛男子团体自由式铜牌。他也参加了1908年夏季奥运会。